# Société de l'histoire de France
A Société de l'histoire de France - SHF, em português Sociedade da história da França, foi fundada em 1833, por iniciativa de François Guizot. Tem como função publicar textos e documentos que dizem respeito à história da França: crônicas, memórias, cartas, etc. Inicialmente, limitava-se a documentos e textos do período anterior aos États généraux de 1789, no entanto, a SHF absorveu em 1927 a Société d'histoire contemporaine (Sociedade de história contemporânea). Sua coleção de textos e seus periódicos formam um total superior a 500 volumes.
A SHF organiza também conferências históricas, duas vezes por ano. Ocasionalmente a SHF organiza colóquios.
Gallica, a biblioteca numérica da Bibliothèque nationale de France, contém uma grande parte das publicações da SHF anteriores a 1935 em texto integral. Outros volumes anteriores a 1860, encontram-se no Google Books.